# Hystéroscope
Un hystéroscope est un appareil optique, ou endoscope, permettant la réalisation d'une hystéroscopie, c’est-à-dire l'exploration de la paroi interne du corps et du col de l'utérus (endomètre) et de l'origine des trompes.
L'hystéroscope est composé d'un tube, souple ou rigide selon les cas, mesurant seulement quelques millimètres de diamètre, muni d'une fibre optique et d'une source lumineuse. Certains sont munis d'une caméra et de pinces.